# 蒙瑟尼
蒙瑟尼（法語：Montcenis，法語發音：[mɔ̃səni]），又譯蒙塞尼，是法国索恩-卢瓦尔省的一个市镇，属于欧坦区。

## 地理
蒙瑟尼（46°47'26"N, 4°23'20"E）面积12.33 平方千米，位于法国勃艮第-弗朗什-孔泰大區索恩-卢瓦尔省，该省份为法国中部省份，北起顺时针与科多尔省、汝拉省、安省、罗讷省、卢瓦尔省、阿列省和涅夫勒省接壤。
与蒙瑟尼接壤的市镇（或旧市镇、城区）包括：马尔马涅、莱比佐、沙尔穆瓦、勒克勒佐、托尔西。

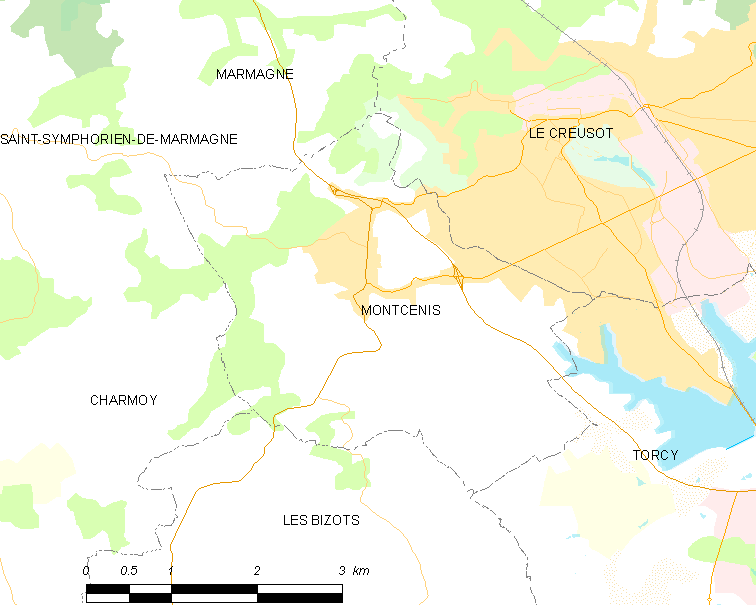
蒙瑟尼的OSM定位图

蒙瑟尼的时区为UTC+01:00、UTC+02:00（夏令时）。

## 行政
蒙瑟尼的邮政编码为71710，INSEE市镇编码为71309。

## 政治
蒙瑟尼所属的省级选区为勒克勒佐第一县。

## 人口

1962-2008年间蒙瑟尼人口变化图示

蒙瑟尼于2022年1月1日时的人口数量为1864人。